# 飛鳥井雅久
飛鳥井雅久（あすかい まさひさ、寛政12年（1800年）11月4日 - 安政4年（1857年）7月4日）は、江戸時代後期の公卿。

## 官歴
- 文化5年（1808年）：従五位下
- 文化8年（1810年）：従五位上
- 文化9年（1811年）：侍従
- 文化11年（1813年）：正五位下
- 文化13年（1815年）：従四位下
- 文政元年（1818年）：従四位上
- 文政3年（1820年）：正四位下
- 文政4年（1821年）：権少将
- 文政7年（1824年）：従三位、権中将
- 文政8年（1825年）：左兵衛督
- 文政10年（1827年）：正三位
- 天保4年（1833年）：参議
- 天保5年（1834年）：従二位
- 天保9年（1838年）：踏歌外弁
- 天保14年（1843年）：権中納言
- 弘化元年（1844年）：正二位
- 嘉永5年（1852年）：権大納言
- 安政4年（1857年）：従一位

## 系譜
- 父：飛鳥井雅光
- 弟：四辻季藤
- 子：飛鳥井雅典